# España en los Juegos Olímpicos de París 2024
España estuvo representada en los Juegos Olímpicos de París 2024 por un total de 383 deportistas que compitieron en 31 deportes. Responsable del equipo olímpico es el Comité Olímpico Español, así como las federaciones deportivas nacionales de cada deporte con participación.
Los portadores de la bandera en la ceremonia de apertura fueron la regatista Támara Echegoyen y el piragüista Marcus Walz.
En la ceremonia de clausura los abanderados fueron los atletas María Pérez García y Jordan Díaz Fortún; campeones olímpicos, respectivamente, en la maratón de marcha en relevos mixtos y en triple salto.

## Medallistas
El equipo olímpico de España ha obtenido las siguientes medallas:
| Nombre | Deporte                        | Competición         | Fecha        |
| --- | ------------------------------ | ------------------- | ------------ |
| Oro |                                |                     |              |
| Diego Botín Florian Trittel | Vela                           | 49er M              | 2 de agosto  |
| Álvaro Martín Uriol María Pérez García                                                                                                  | Atletismo                      | Marcha relevo mixto | 7 de agosto  |
| Jordan Díaz | Atletismo                      | Triple salto M      | 9 de agosto  |
| Equipo | Fútbol                         | Torneo M            | 9 de agosto  |
| Equipo | Waterpolo                      | Torneo F            | 10 de agosto |
| Plata |                                |                     |              |
| María Pérez García | Atletismo                      | 20 km marcha F      | 1 de agosto  |
| Carlos Alcaraz | Tenis                          | Individual M        | 4 de agosto  |
| Gracia Alonso de Armiño Juana Camilión Vega Gimeno Sandra Ygueravide                                                                    | Baloncesto 3×3                 | Torneo F            | 5 de agosto  |
| Ayoub Ghadfa | Boxeo                          | +92 kg M            | 10 de agosto |
| Bronce |                                |                     |              |
| Francisco Garrigós | Judo                           | –60 kg M            | 27 de julio  |
| Álvaro Martín Uriol | Atletismo                      | 20 km marcha M      | 1 de agosto  |
| Pau Echaniz | Piragüismo en eslalon          | K1 M                | 1 de agosto  |
| Enmanuel Reyes Pla | Boxeo                          | –92 kg M            | 4 de agosto  |
| Cristina Bucșa Sara Sorribes | Tenis                          | Dobles F            | 4 de agosto  |
| Meritxell Ferré Gaset Marina García Polo Lilou Lluís Valette Meritxell Mas Alisa Ozhogina Paula Ramírez Ibáñez Iris Tió Blanca Toledano | Natación artística             | Equipo              | 7 de agosto  |
| Diego Domínguez Martín Joan Moreno | Piragüismo en aguas tranquilas | C2 500 m M          | 8 de agosto  |
| Carlos Arévalo López Marcus Cooper Walz Saúl Craviotto Rodrigo Germade                                                                  | Piragüismo en aguas tranquilas | K4 500 m M          | 8 de agosto  |
| Equipo | Balonmano                      | Torneo M            | 11 de agosto |

### Por deporte
| Evento             | Oro | Plata | Bronce | Total |
| ------------------ | --- | ----- | ------ | ----- |
| Atletismo          | 2   | 1     | 1      | 4     |
| Baloncesto 3x3     | 0   | 1     | 0      | 1     |
| Balonmano          | 0   | 0     | 1      | 1     |
| Boxeo              | 0   | 1     | 1      | 2     |
| Fútbol             | 1   | 0     | 0      | 1     |
| Judo               | 0   | 0     | 1      | 1     |
| Natación artística | 0   | 0     | 1      | 1     |
| Piragüismo         | 0   | 0     | 3      | 3     |
| Tenis              | 0   | 1     | 1      | 2     |
| Vela               | 1   | 0     | 0      | 1     |
| Waterpolo          | 1   | 0     | 0      | 1     |
| TOTAL              | 5   | 4     | 9      | 18    |

## Diplomas olímpicos
El equipo olímpico de España obtuvo los siguientes 51 diplomas olímpicos:
| Nombre                                                                   | Deporte                        | Competición                  |
| ------------------------------------------------------------------------ | ------------------------------ | ---------------------------- |
| 4.° (9 diplomas)                                                         |                                |                              |
| Enrique Llopis                                                           | Atletismo                      | 110 m vallas M               |
| Carolina Marín                                                           | Bádminton                      | Individual F                 |
| Albert Torres                                                            | Ciclismo en pista              | Ómnium M                     |
| Selección femenina                                                       | Fútbol                         | Torneo F                     |
| Selección masculina                                                      | Hockey sobre hierba            | Torneo M                     |
| Marcus Cooper, Adrián del Río                                            | Piragüismo en aguas tranquilas | K2 500 m M                   |
| Antía Jácome                                                             | Piragüismo en aguas tranquilas | C1 200 m F                   |
| Mar Molné                                                                | Tiro                           | Foso Olímpico F              |
| Nora Brugman, Jordi Xammar                                               | Vela                           | 470 mixto                    |
| 5.° (20 diplomas)                                                        |                                |                              |
| Mohamed Attaoui                                                          | Atletismo                      | 800 m M                      |
| Selección femenina                                                       | Baloncesto                     | Torneo F                     |
| Rafael Lozano                                                            | Boxeo                          | –51 kg M                     |
| José Quiles                                                              | Boxeo                          | –57 kg M                     |
| Jon Rahm                                                                 | Golf                           | Individual M                 |
| Laura Martínez                                                           | Judo                           | –48 kg F                     |
| Ai Tsunoda                                                               | Judo                           | –70 kg F                     |
| Tristani Mosakhlishvili                                                  | Judo                           | –90 kg M                     |
| Nikoloz Sherazadishvili                                                  | Judo                           | –100 kg M                    |
| Miquel Travé                                                             | Piragüismo en eslalon          | C1 M                         |
| Rodrigo Conde, Aleix García                                              | Remo                           | Doble scull M                |
| Jaime Canalejo, Javier García                                            | Remo                           | Dos sin timonel M            |
| Nadia Erostarbe                                                          | Surf                           | Individual F                 |
| Adrián Vicente Yunta                                                     | Taekwondo                      | –58 kg M                     |
| Javier Pérez Polo                                                        | Taekwondo                      | –68 kg M                     |
| Carlos Alcaraz, Rafael Nadal                                             | Tenis                          | Dobles M                     |
| Álvaro Robles, María Xiao                                                | Tenis de mesa                  | Dobles mixtos                |
| Fátima Gálvez                                                            | Tiro                           | Foso Olímpico F              |
| Adrián Gavira, Pablo Herrera                                             | Vóley playa                    | Torneo M                     |
| Daniela Álvarez, Tania Moreno                                            | Vóley playa                    | Torneo F                     |
| 6.° (10 diplomas)                                                        |                                |                              |
| Ana Peleteiro                                                            | Atletismo                      | Triple salto F               |
| Yulenmis Aguilar                                                         | Atletismo                      | Jabalina F                   |
| Mavi García                                                              | Ciclismo en ruta               | Individual F                 |
| Hugo González                                                            | Natación                       | 100 m espalda M              |
| Hugo González                                                            | Natación                       | 200 m espalda M              |
| Estefanía Fernández, Carolina García, María Teresa Portela, Sara Ouzande | Piragüismo en aguas tranquilas | K4 500 m F                   |
| María Corbera, Antía Jácome                                              | Piragüismo en aguas tranquilas | C2 500 m F                   |
| Adrián Abadía, Nicolás García                                            | Saltos                         | Trampolín 3 m sincronizado M |
| Pablo Acha, Elia Canales                                                 | Tiro con arco                  | Equipos mixto                |
| Selección masculina                                                      | Waterpolo                      | Equipo M                     |
| 7.° (7 diplomas)                                                         |                                |                              |
| Laura García-Caro                                                        | Atletismo                      | 20 km marcha F               |
| Alberto Ginés                                                            | Escalada                       | Combinada M                  |
| Rayderley Zapata                                                         | Gimnasia artística             | Suelo M                      |
| Selección femenina                                                       | Hockey sobre hierba            | Torneo F                     |
| Alisa Ozhogina, Iris Tió                                                 | Natación artística             | Dúo F                        |
| Esther Briz, Aina Cid                                                    | Remo                           | Dos sin timonel F            |
| Naia Laso                                                                | Skateboarding                  | Park F                       |
| 8.° (5 diplomas)                                                         |                                |                              |
| Sebastián Mora, Albert Torres                                            | Ciclismo en pista              | Madison M                    |
| Leslie Romero                                                            | Escalada                       | Velocidad F                  |
| Dennis Carracedo, Caetano Horta                                          | Remo                           | Doble scull ligero M         |
| Valeria Antolino                                                         | Saltos                         | Trampolín 3 m F              |
| Alberto González                                                         | Triatlón                       | Individual M                 |

## Participantes por deporte
De los 35 deportes que el COI reconoce en los Juegos Olímpicos de Verano, se contó con representación española en 31 deportes (en break dance, halterofilia, lucha y rugby 7 no se obtuvo la clasificación).
| Núm. | Deporte                        | H   | M       | T   |
| 1    | Atletismo                      | 26  | 32      | 58  |
| 2    | Bádminton                      | 1   | 1       | 2   |
| 3    | Baloncesto                     | 12  | 12      | 24  |
| 3    | Baloncesto 3×3                 | 0   | 4       | 4   |
| 4    | Balonmano                      | 14  | 14      | 28  |
| 5    | Boxeo                          | 5   | 1       | 6   |
| 6    | Break dance                    | 0   | 0       | 0   |
| 7    | Ciclismo en ruta               | 3   | 2       | 5   |
| 7    | Ciclismo en pista              | 2   | 0       | 2   |
| 7    | Ciclismo de montaña            | 2   | 0       | 2   |
| 7    | Ciclismo BMX                   | 0   | 0       | 0   |
| 8    | Escalada                       | 1   | 1       | 2   |
| 9    | Esgrima                        | 1   | 1       | 2   |
| 10   | Fútbol                         | 18  | 18      | 36  |
| 11   | Gimnasia artística             | 5   | 3       | 8   |
| 11   | Gimnasia rítmica               | –   | 7       | 7   |
| 11   | Gimnasia en trampolín          | 1   | 1       | 2   |
| 12   | Golf                           | 2   | 2       | 4   |
| 13   | Halterofilia                   | 0   | 0       | 0   |
| 14   | Hípica                         | 8   | 0       | 8   |
| 15   | Hockey sobre hierba            | 16  | 16      | 32  |
| 16   | Judo                           | 5   | 4       | 9   |
| 17   | Lucha                          | 0   | 0       | 0   |
| 18   | Natación                       | 9   | 9       | 18  |
| 18   | Natación en aguas abiertas     | 1*  | 2       | 2   |
| 19   | Natación artística             | –   | 8 + 1** | 8   |
| 20   | Pentatlón moderno              | 0   | 1       | 1   |
| 21   | Piragüismo en aguas tranquilas | 9   | 7       | 16  |
| 21   | Piragüismo en eslalon          | 3   | 2       | 5   |
| 22   | Remo                           | 6   | 3       | 9   |
| 23   | Rugby 7                        | 0   | 0       | 0   |
| 24   | Saltos                         | 2   | 2       | 4   |
| 25   | Skateboarding                  | 2   | 4       | 6   |
| 26   | Surf                           | 1   | 2       | 3   |
| 27   | Taekwondo                      | 2   | 2       | 4   |
| 28   | Tenis                          | 6   | 2       | 8   |
| 29   | Tenis de mesa                  | 1   | 1       | 2   |
| 30   | Tiro                           | 2   | 2       | 4   |
| 31   | Tiro con arco                  | 1   | 1       | 2   |
| 32   | Triatlón                       | 3   | 2       | 5   |
| 33   | Vela                           | 6   | 7       | 13  |
| 34   | Voleibol                       | 0   | 0       | 0   |
| 34   | Vóley playa                    | 2   | 4       | 6   |
| 35   | Waterpolo                      | 13  | 13      | 26  |
|      | TOTAL                          | 190 | 193     | 383 |

* Un nadador, Carlos Garach, ganó plaza tanto en piscina como en aguas abiertas (en esta tabla se cuenta para el total solo la plaza en piscina).
** El equipo de natación artística lo conforman 8 nadadoras, pero se permite llevar 1 nadadora adicional como suplente o reserva y en el caso del equipo español se trata de Sara Saldaña López (no incluida su plaza de reserva en el total de esta tabla) 

## Deportistas
El COE había informado que un total de 382 deportistas españoles (190 hombres y 192 mujeres) participarían en estos Juegos.
 Sin embargo, acabaría incorporándose a última hora la skater española Daniela Terol que, como primera reserva tras las series del preolímpico, cubrió la baja por lesión de una skater colombiana.
Los nombres en cursiva corresponden a deportistas convocados para los Juegos Olímpicos, pero que no llegaron a competir.
Los puestos en negrita indican posiciones de diploma olímpico.

### Atletismo
| - Adrián Ben (primera ronda de 800 m) - Mohamed Attaoui (5.º en 800 m) - Josué Canales (primera ronda de 800 m) - Mario García Romo (primera ronda de 1500 m) - Ignacio Fontes (primera ronda de 1500 m) - Adel Mechaal (primera ronda de 1500 m y DNS en 5000 m) - Thierry Ndikumwenayo (9.º en 10 000 m y 15.º en 5000 m) - Abdessamad Oukhelfen (23.º en 10 000 m) - Enrique Llopis (4.º en 110 m vallas) - Asier Martínez (semifinal de 110 m vallas) - Daniel Arce (10.º en 3000 m obstáculos) - Iñaki Cañal (primera ronda de primera ronda de 4 × 400 m) - Óscar Husillos (primera ronda de 4 × 400 m) - Julio Arenas (primera ronda de 4 × 400 m) - David García (primera ronda de 4 × 400 m) - Ibrahim Chakir (34.º en maratón) - Tariku Novales (68.º en maratón) - Yago Rojo (41.º en maratón) - Álvaro Martín ( en relevo de marcha mixto y en 20 km marcha) - Paul McGrath (17.º en 20 km marcha) - Diego García Carrera (33.º en 20 km marcha) - Miguel Ángel López (9.º en relevo de marcha mixto) - Jordan Díaz ( en triple salto) - Jorge Ureña (20.º en decatlón) - Manuel Guijarro (R en 4 × 400 m) - Alberto Amezcua (E en 20 km marcha mixto) - Jaël Bestué (primera ronda de 200 m y primera ronda de 4 × 100 m) - Lorea Ibarzabal (primera ronda de 800 m) - Lorena Martín (primera ronda de 800 m) | - Marta Pérez (semifinal de 1500 m) - Esther Guerrero (semifinal de 1500 m) - Águeda Marqués (11.ª en 1500 m) - Marta García (primera ronda de 5000 m) - Sonia Molina-Prados (primera ronda de 4 × 100 m) - María Isabel Pérez (primera ronda de 4 × 100 m) - Paula Sevilla (primera ronda de 4 × 100 m) - Carmen Avilés (primera ronda de 4 × 400 m) - Berta Segura (primera ronda de 4 × 400 m) - Eva Santidrián (primera ronda de 4 × 400 m) - Blanca Hervás (primera ronda de 4 × 400 m) - Irene Sánchez-Escribano (11.ª en 3000 m obstáculos) - Carolina Robles (primera ronda de 3000 m obstáculos) - Majida Maayouf (17.ª en maratón) - Ester Navarrete (42.ª en maratón) - Meritxell Soler (25.ª en maratón) - María Pérez García ( en relevo de marcha mixto y en 20 km marcha) - Cristina Montesinos (9.ª en relevo de marcha mixto y 10.ª en 20 km marcha) - Laura García-Caro (7.ª en 20 km marcha) - Ana Peleteiro (6.ª en triple salto) - Fátima Diame (calificación de salto de longitud) - Tessy Ebosele (calificación de salto de longitud) - Belén Toimil (calificación de peso) - Yulenmis Aguilar (6.ª en jabalina) - Esther Navero (R en 4 × 100 m) - Paula García (R en 4 × 100 m) - Bárbara Camblor (R en 4 × 400 m) - Antía Chamosa (E en relevo de marcha mixto) - Raquel González (E en relevo de marcha mixto) |

### Bádminton
- Pablo Abián (fase de grupos)
- Carolina Marín (RT) (4.ª)

### Baloncesto
- Equipo masculino[n 1] (12 plazas, 10.º)
- Equipo femenino[n 2] (12 plazas, 5.ª)

#### Baloncesto 3×3
- Gracia Alonso ()
- Juana Camilión ()
- Vega Gimeno ()
- Sandra Ygueravide ()

### Balonmano
- Equipo masculino[n 3] (14 plazas, )
- Equipo femenino[n 4] (14 plazas, 12.ª)

### Boxeo
- Rafael Lozano Serrano (5.º en –51 kg)
- José Quiles (5.º en –57 kg)
- Oier Ibarreche (17.º en –63.5 kg)
- Enmanuel Reyes Pla ( en –92 kg)
- Ayoub Ghadfa ( en +92 kg)
- Laura Fuertes (17.ª en –50 kg)

### Ciclismo

#### Ciclismo en ruta
- Juan Ayuso (22.º en ruta)
- Oier Lazkano (26.º en contrarreloj y 35.º en ruta)
- Alex Aranburu (18.º en ruta)
- Mavi García (6.ª en ruta)
- Mireia Benito (22.ª en contrarreloj y 63.ª en ruta)

#### Ciclismo en pista
- Albert Torres Barceló (4.º en Ómnium y 8.º en Madison)
- Sebastián Mora (8.º en Madison)

#### Ciclismo de montaña
- Jofre Cullell (24.º)
- David Valero (10.º)

### Escalada
- Alberto Ginés (7.º en bloques y dificultad)
- Leslie Romero (8.ª en velocidad)

### Esgrima
- Carlos Llavador (14.º en florete)
- Lucía Martín-Portugués (17.ª en sable)

### Fútbol
- Equipo masculino[n 5] (18 plazas, )
- Equipo femenino[n 6] (18 plazas, 4.ª)

### Gimnasia

#### Gimnasia artística
- Néstor Abad (18.º en suelo, 39.º en potro, 27.º en anillas, 64.º en paralelas, 38.º en barra fija, 35.º en concurso completo; 12.º por equipos)
- Thierno Diallo (56.º en potro, 59.º en paralelas, 43.º en barra fija; 12.º por equipos)
- Nicolau Mir (33.º en suelo, 50.º en potro, 50.º en anillas, 65.º en paralelas, 37.º en barra fija, 44.º en concurso completo; 12.º por equipos)
- Joel Plata (11.º en suelo, 33.º en potro, 32.º en anillas, 62.º en paralelas, 22.º en barra fija, 27.º en concurso completo; 12.º por equipos)
- Rayderley Zapata (7.º en suelo, 19.º en anillas, 17.º en salto; 12.º por equipos)
- Alba Petisco (36.ª en asimétricas, 45.ª en barra, 69.ª en suelo, 36.ª en concurso completo)
- Ana Pérez (45.ª en asimétricas, 67.ª en barra, 31.ª en suelo, 45.ª en concurso completo)
- Laura Casabuena (41.ª en asimétricas, 60.ª en barra, 28.ª en suelo, 35.ª en concurso completo)

#### Gimnasia rítmica
- Polina Berezina (15.ª en individual)
- Alba Bautista (20.ª en individual)
- Ana Arnau (10.ª en conjuntos)
- Inés Bergua (10.ª en conjuntos)
- Mireia Martínez (10.ª en conjuntos)
- Patricia Pérez Fos (10.ª en conjuntos)
- Salma Solaun (10.ª en conjuntos)

#### Gimnasia en trampolín
- David Vega (14.º)
- Noemí Romero (9.ª)

### Golf
- Jon Rahm (5.º)
- David Puig (40.º)
- Carlota Ciganda (49.ª)
- Azahara Muñoz (13.ª)

### Hípica
- Eduardo Álvarez Aznar (RT en saltos individual, 11.º por equipos)
- Sergio Álvarez Moya (60.º en saltos individual, 11.º por equipos)
- Ismael García Roque (39.º en saltos individual, 11.º por equipos)
- Armando Trapote Mariscal [25] (R) (saltos individual y por equipos)
- Borja Carrascosa Martínez (28.º en doma individual, 13.º por equipos)
- Claudio Castilla (R) (36.º en doma individual, 13.º por equipos)
- Juan Antonio Jiménez Cobo (59.º en doma individual, 13.º por equipos)
- José Daniel Martín Dockx [26] (RT en doma individual y por equipos)
- Carlos Díaz Fernández [27]  (RT en concurso completo individual)
- Esteban Benítez Valle (49.º en concurso completo individual)

### Hockey
- Equipo masculino[n 7] (16 plazas, 4.º)
- Equipo femenino[n 8] (16 plazas, 7.ª)

### Judo
- Francisco Garrigós ( en -60 kg)
- David García Torné (17.º en -66 kg, 9.º en equipo mixto)
- Salvador Cases (9.º en -73 kg, 9.º en equipo mixto)
- Tristani Mosakhlishvili (5.º en -90 kg, 9.º en equipo mixto)
- Nikoloz Sherazadishvili (5.º en -100 kg, 9.º en equipo mixto)
- Laura Martínez (5.ª en -48 kg)
- Ariane Toro (17.ª en -52 kg, 9.ª en equipo mixto)
- Cristina Cabaña (17.ª en -63 kg, 9.ª en equipo mixto)
- Ai Tsunoda (5.ª en -70 kg, 9.ª en equipo mixto)

### Natación

#### Piscina
- Carlos Garach (18.º en 800 m libre, 22.º en 1500 m libre y 13.º en 4 × 200 m libre)
- Hugo González de Oliveira (6.º en 100 m espalda, 6.º en 200 m espalda, DNS en 200 m estilos[28] y DSQ en 4 × 100 m estilos)
- Mario Mollà (25.º en 100 m mariposa, 9.º en 4 × 100 m libre y DSQ en 4 × 100 m estilos)
- Arbidel González (16.º en 200 m mariposa)
- Luis Domínguez (9.º en 4 × 100 m libre y 13.º en 4 × 200 m libre)
- Sergio de Celis (19.º en 100 m libre, 9.º en 4 × 100 m libre y DSQ en 4 × 100 m estilos)
- César Castro (9.º en 4 × 100 m libre y 13.º en 4 × 200 m libre)
- Ferran Julià (13.º en 4 × 200 m libre)
- Carles Coll (DSQ en 4 × 100 m estilos)
- Carmen Weiler (9.ª en 100 m espalda y 13.ª en 200 m espalda)
- África Zamorano (14.ª en 200 m espalda)
- Jessica Vall (27.ª en 100 m braza y 16.ª en 200 m braza)
- Laura Cabanes (25.ª en 100 m mariposa y 16.ª en 200 m mariposa)
- Emma Carrasco (15.ª en 200 m estilos y 12.ª en 400 m estilos)
- Ainhoa Campabadal (15.ª en 4 × 200 m libre)
- María Daza (15.ª en 4 × 200 m libre)
- Alba Herrero (15.ª en 4 × 200 m libre)
- Paula Juste (15.ª en 4 × 200 m libre)

#### Aguas abiertas
- Carlos Garach (DNF)
- María de Valdés (17.ª)
- Ángela Martínez (10.ª)

### Natación artística
- Txell Ferré ( en equipo)
- Marina García Polo ( en equipo)
- Lilou Lluís ( en equipo)
- Meritxell Mas ( en equipo)
- Alisa Ozhogina ( en equipo y 7.ª en dúo)
- Paula Ramírez ( en equipo)
- Iris Tió ( en equipo y 7.ª en dúo)
- Blanca Toledano ( en equipo)
- Sara Saldaña (R) (equipo)

### Pentatlón moderno
- Laura Heredia (17.ª)

### Piragüismo

#### Aguas tranquilas
- Saúl Craviotto ( en K4 500 m)
- Carlos Arévalo López (9.º en K2 500 m y  en K4 500 m)
- Marcus Cooper Walz (4.º en K2 500 m y  en K4 500 m)
- Rodrigo Germade (9.º en K2 500 m y  K4 500 m)
- Adrián del Río (12.º en K1 1000 m y 4.º en K2 500 m)
- Francisco Cubelos (11.º en K1 1000)
- Diego Domínguez ( en C2 500 m)
- Joan Moreno ( en C2 500 m)
- Pablo Crespo (12.º en C1 1000 m)
- Sara Ouzande (RT en K2 500 m y 6.ª en K4 500 m)
- Estefanía Fernández (31.ª en K1 500 m y 6.ª en K4 500 m)
- Carolina García Otero (RT en K2 500 m y 6.ª en K4 500 m)
- María Teresa Portela (6.ª en K4 500 m)
- Begoña Lazkano (25.ª en K1 500 m)
- Antía Jácome (4.ª en C1 200 m y 6.ª en C2 500 m)
- María Corbera Muñoz (9.ª en C1 200 m y 6.ª en C2 500 m)

#### Eslalon
- Miquel Travé (5.º en C1 y 25.º en kayak cross)
- Pau Echaniz ( en K1)
- Manuel Ochoa (14.º en kayak cross)
- Miren Lazkano (10.ª en C1 y 17.ª en kayak cross)
- Maialen Chourraut (12.ª en K1 y 12.ª en kayak cross)

### Remo
- Dennis Carracedo Ferrero (8.º en doble scull ligero)
- Caetano Horta (8.º en doble scull ligero)
- Rodrigo Conde Romero (5.º en doble scull)
- Aleix García Pujolar (5.º en doble scull)
- Jaime Canalejo Pazos (5.º en dos sin timonel)
- Javier García Ordóñez (5.º en dos sin timonel)
- Aina Cid (7.ª en dos sin timonel)
- Esther Briz Zamorano (7.ª en dos sin timonel)
- Virginia Díaz Rivas (12.ª en scull individual)

### Saltos
- Adrián Abadía (6.º en trampolín 3 m sincronizado)
- Nicolás García Boissier (6.º en trampolín 3 m sincronizado)
- Ana Carvajal San Miguel (14.ª en plataforma 10 m)
- Valeria Antolino (8.ª en trampolín 3 m)

### Skateboarding
- Danny León (20.º en park)
- Alain Kortabitarte (19.º en park)
- Naia Laso (7.ª en park)
- Julia Benedetti (17.ª en park)
- Natalia Muñoz (14.ª en street)
- Daniela Terol (13.ª en street)

### Surf
- Andy Criere (17.º)
- Nadia Erostarbe (5.ª)
- Janire González-Etxabarri (17.ª)

### Taekwondo
- Adrián Vicente Yunta (5.º en –58 kg)
- Javier Pérez Polo (5.º en –68 kg)
- Adriana Cerezo (9.ª en –49 kg)
- Cecilia Castro Burgos (11.ª en –67 kg)

### Tenis
- Carlos Alcaraz ( en individual y 5.º en dobles masculino)
- Pablo Carreño (9.º en dobles masculino) (RP)
- Marcel Granollers (9.º en dobles masculino y 9.º en dobles mixto)
- Pedro Martínez (33.º en individual)
- Jaume Munar (33.º en individual)
- Rafael Nadal (17.º en individual y 5.º en dobles masculino) (RP)
- Cristina Bucșa (17.ª en individual y  en dobles femenino)
- Sara Sorribes (33.ª en individual,  en dobles femenino y 9.ª en dobles mixto)

### Tenis de mesa
- Álvaro Robles (17.º en individual y 5.º en dobles mixto)
- María Xiao (33.ª en individual y 5.ª en dobles mixto)

### Tiro con arco
- Pablo Acha (33.º en individual y 6.º en equipos mixto)
- Elia Canales (33.ª en individual y 6.ª en equipos mixto)

### Tiro deportivo
- Andrés García (22.º en foso olímpico)
- Alberto Fernández Muñoz (14.º en foso olímpico)
- Fátima Gálvez (5.ª en foso olímpico)
- Mar Molné (4.ª en foso olímpico)

### Triatlón
- Alberto González (8.º en individual y 9.º en equipo -dos hombres y dos mujeres- de relevos mixto)
- Roberto Sánchez (36.º en individual)
- Antonio Serrat (32.º en individual y 9.º en equipo -dos hombres y dos mujeres- de relevos mixto)
- Míriam Casillas (33.ª en individual y 9.ª en equipo -dos hombres y dos mujeres- de relevos mixto)
- Anna Godoy (17.ª en individual y 9.ª en equipo -dos hombres y dos mujeres- de relevos mixto)

### Vela
- Joaquín Blanco Albalat (21.º en Laser)
- Ana Moncada Sánchez (29.ª en Laser Radial)
- Nacho Baltasar (11.º en iQFoil)
- Pilar Lamadrid (15.ª en iQFoil)
- Diego Botín ( en 49er)
- Florian Trittel ( en 49er)
- Támara Echegoyen (12.ª en 49er FX)
- Paula Barceló (12.ª en 49er FX)
- Jordi Xammar (4.º en 470)
- Nora Brugman (4.ª en 470)
- Tara Pacheco (11.ª en Nacra 17)
- Andrés Barrio (11.º en Nacra 17)
- Gisela Pulido (12.ª en Formula Kite)

### Vóley playa
- Pablo Herrera (5.º)
- Adrián Gavira (5.º)
- Daniela Álvarez (5.ª)
- Tania Moreno (5.ª)
- Liliana Fernández (9.ª)
- Paula Soria (9.ª)

### Waterpolo
- Equipo masculino[n 9] (13 plazas, 6.º)
- Equipo femenino[n 10] (13 plazas, )